# 赫爾 (麻薩諸塞州)
赫爾（英語：Hull）是一個位於美國麻薩諸塞州普利茅斯縣的鎮。

## 人口
根據2020年美國人口普查的數據，赫爾的面積為69.60平方千米，當中陸地面積為7.30平方千米，而水域面積為62.30平方千米。當地共有人口2045人，而人口密度為每平方千米29人。